# Xian de Dawu (Hubei)
Pour les articles homonymes, voir Dawu.
Le xian de Dawu (大悟县 ; pinyin : Dàwù Xiàn) est un district administratif de la province du Hubei en Chine. Il est placé sous la juridiction de la ville-préfecture de Xiaogan.

## Démographie
La population du district était de 620 494 habitants en 1999.